# Château de Montcaillou
Le château de Montcaillou est une maison de maître, datant du XVIIIe siècle, situé à Montfavet, quartier d'Avignon, dans le Vaucluse.

## Historique
Le domaine est partiellement inscrit au titre des monuments historiques, depuis le 27 juin 1996, notamment pour son parc.